# Sofía Malkoyeorgu
Sofia Malkoyeorgu –en griego, Σοφία Μαλκογεώργου– (22 de enero de 1998) es una deportista griega que compite en natación sincronizada.
Ganó una medalla de bronce en los Juegos Europeos de Cracovia 2023 y una medalla de bronce en el Campeonato Europeo de Natación de 2022.

## Palmarés internacional
| Juegos Europeos    | Juegos Europeos    | Juegos Europeos   | Juegos Europeos   |
| Año                | Lugar              | Medalla           | Prueba            |
| ------------------ | ------------------ | ----------------- | ----------------- |
| 2023               | Oświęcim (Polonia) | Medalla de bronce | Dúo técnico       |
| Campeonato Europeo |                    |                   |                   |
| Año                | Lugar              | Medalla           | Prueba            |
| 2022               | Roma (Italia)      | Medalla de bronce | Combinación libre |